# Psorothamnus spinosus

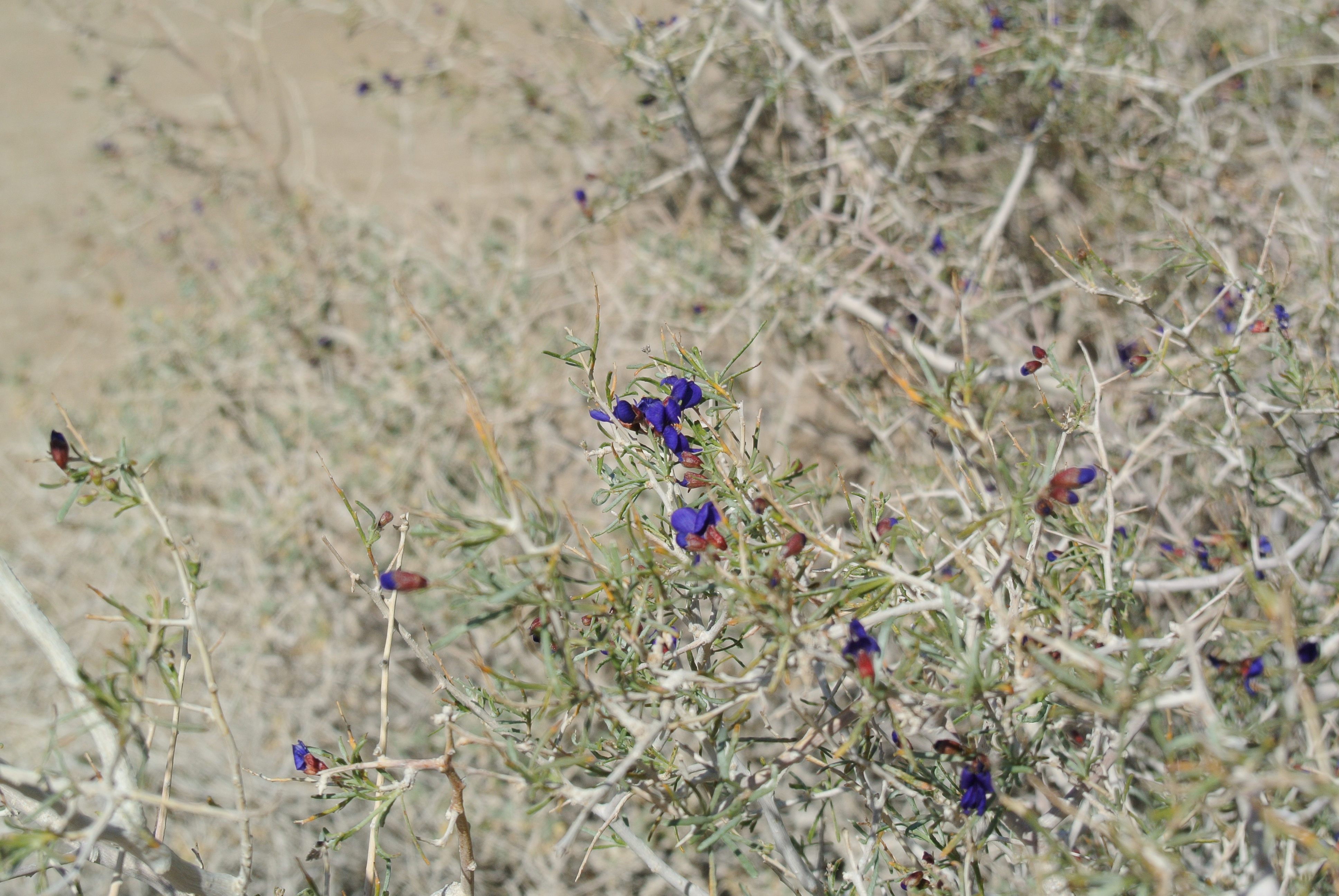
Flores de psorothamnus spinosus en el parque estatal de Anza Borrego, California

Psorothamnus spinosus  es un árbol de la familia de las fabáceas.  Es un árbol perenne común de las ramblas del desierto del sur de California, Arizona, y la mayor parte de Baja California, incluyendo las islas en el norte del Mar de Cortés - (Golfo de California). También es común en el Parque nacional de Árboles de Josué.

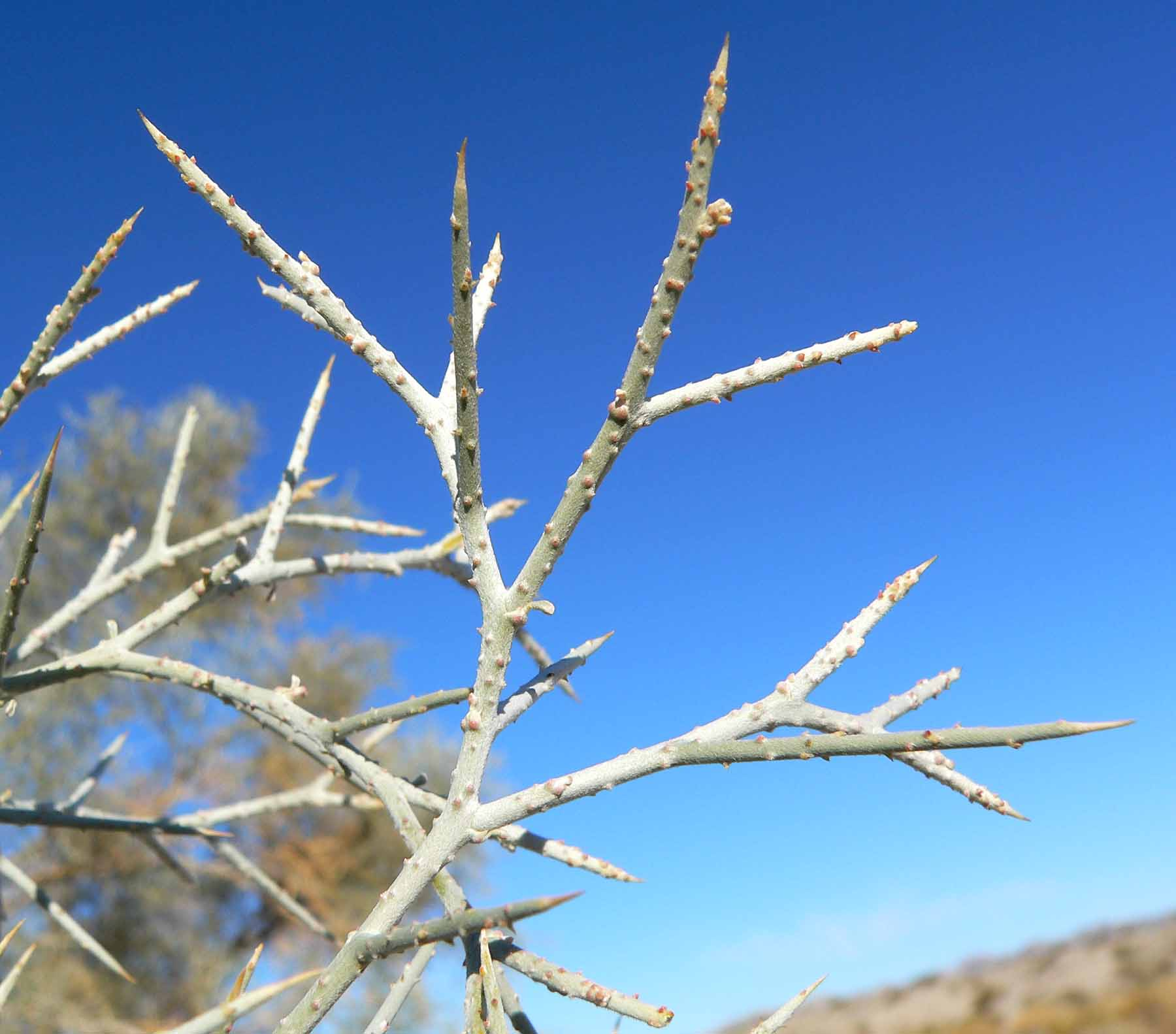
Detalle de las ramas

## Descripción
La ramas de Psorothamnus spinosus son delgadas y densamente cubiertas con finos pelos blanquecinos. Las flores sse encuentran en forma de racimos laterales de color púrpura, floreciendo en junio, con pequeñas vainas de semillas de leguminosa como fruto .

## Distribución
La distribución de Psorothamnus spinosus se centra de norte-sur a lo largo del valle del Bajo Río Colorado, que va hacia el oeste en el Desierto de Colorado - (subdivisión del Desierto de Sonora), y al este del Río Colorado en el suroeste de Arizona en el Desierto de Sonora.
Al oeste de Baja California limita con el oeste del Mar de Cortés , se encuentra en las islas incluyendo Isla Ángel de la Guarda, pero no la isla Tiburón. En el este de Sonora, distribuyéndose en el noroeste del gran Gran Desierto de Altar, en la costa norte del Mar de Cortés.
En Arizona, también aparece en el curso de los ríos del suroeste de Arizona, en concreto, el río Bill Williams en el norte, el río Gila  en el sur. La gama también se extiende al extremo sur de Nevada , en su mayoría al lado del río Colorado.

## Taxonomía
Psorothamnus spinosus fue descrita por (A.Gray) Barneby y publicado en Memoirs of the New York Botanical Garden 27: 25, en el año 1977.
Sinonimia
- Asagraea spinosa (A.Gray) Baill.
- Dalea spinosa A.Gray
- Parosela spinosa (A.Gray) A.Heller
- Psorodendron spinosum (A.Gray) Rydb.[5]